# Ted Waitt
Theodore W. “Ted” Waitt (nacido el 18 de enero de 1963) es un empresario multimillonario y filántropo estadounidense. Waitt es cofundador de Gateway, Inc.

## Biografía
El 5 de septiembre de 1985, Waitt y su hermano Norm Jr. y Mike Hammond comenzaron Gateway 2000 con un préstamo de $10,000 garantizado por la abuela de Ted Waitt.
En mayo de 2005, Waitt renunció como presidente de la compañía que cofundó.
Waitt ha aparecido en numerosas listas de la revista Forbes. Ha ocupado un lugar tanto en la lista Forbes de Los 400 más ricos de América como en la lista Forbes de Los multimillonarios del mundo. También ha sido incluido en la revista Fortune “40 Richest Under 40”, una lista de los 40 estadounidenses más ricos que lograron su fortuna por méritos propios antes de los 40 años en los Estados Unidos. La lista Forbes 400 de 2008 incluyó a Waitt con un patrimonio neto estimado en $1.4 mil millones. Waitt salió de la lista Forbes 400 en 2009 con un valor neto estimado de $900 millones. En septiembre de 2002, Waitt vendió $1.1 mil millones en acciones de Gateway durante la era de las “puntocom”. 

## Filantropía
Business Week nombró a Waitt uno de los 50 filántropos más generosos de Estados Unidos debido a su trabajo con la Fundación Waitt.
Waitt fue designado por el Congreso para formar parte de la Comisión Asesora de Comercio Electrónico. 
Waitt se desempeñó como presidente de la campaña de los Padres Fundadores del Fondo de Prevención de la Violencia Familiar, vicepresidente de la junta de fideicomisarios del Instituto Salk de Estudios Biológicos, administrador de la National Geographic Society, miembro fundador de Oceans 5, y miembro de la junta de la iniciativa Pristine Seas. 

## Premios y reconocimientos
Waitt recibió un doctorado honoris causa por la Universidad de Dakota del Sur.